# Christmas at the White House
Christmas at the White House är ett julalbum från 1972 av Burl Ives, utgivet på skivmärket Caedmon. Det fick undertiteln Burl Ives Sings the Favorite Carols and Hymns of America's Presidents, och varje låt skall vara en samling av 13 amerikanska presidenters favoritjulsånger. Albumet har ännu inte släppts på CD.
Många av valen är rena spekulationer, till exempel att John Adams skulle ha valt "Joy to the World" av den amerikanske kompositören William Billings för att hans familj gick till Billings kyrka i Boston. Andra val bygger på auktoritativa källor, såsom presidenternas skrifter och direkta samtal med presidenternas familjer.
Musiken dirigerades av Tony Mottola, som ofta arbetade med Ives, och arrangerade gjorde Mottola och Dick Lieb. Historisk introduktion till låtarna skrevs av Barbara Holdridge. Ives bade berättar om låtarna och sjunger dem. "Christmas on the Sea," för Theodore Roosevelt, har senare blivit en allt ovanligare julsång.

## Låtlista
1. George Washington: "While Shepherds Watch'd Their Flocks by Night"
2. John Adams: "Joy to the World"
3. Thomas Jefferson & Dwight D. Eisenhower: "Adeste Fideles"
4. Andrew Jackson: "Shout the Glad Tidings"
5. Zachary Taylor: "It Came Upon a Midnight Clear"
6. Abraham Lincoln: "We Three Kings of Orient Are"
7. Ulysses S. Grant: "O Little Town of Bethlehem"
8. Theodore Roosevelt: "Christmas on the Sea"
9. Franklin D. Roosevelt: "Art Thou Weary, Art Thou Laden"
10. John F. Kennedy: " Silver Bells"
11. Lyndon Johnson: "Silent Night" ("Stille Nacht, heilige Nacht")
12. Richard Nixon: "The Little Drummer Boy"

### Fotnoter
Den här artikeln är helt eller delvis baserad på material från engelskspråkiga Wikipedia.